# 少对峨眉蔷薇
少对峨眉蔷薇（学名：Rosa omeiensis f. paucijuga）为蔷薇科蔷薇属峨眉蔷薇下的一个变型。

## 扩展阅读
- 維基物種上的相關：少对峨眉蔷薇